# Абу Исхак аль-Битруджи
Нур-ад-дин Абу Исхак Ибрахим ибн Юсуф аль-Битруджи (ум. около 1185, 1192 или 1204 году) — известный арабский астроном. В Европе был известен под именем Альпетрагий. Родился в городке Педроче близ Кордовы. Автор одного из вариантов теории гомоцентрических сфер, получившего широкую известность в средние века.

## Научная деятельность
Нур ад-Дин ал-Битруджи разделял мнение учёных Андалусии (в том числе своего учителя Мухаммада ибн Туфайла, а также Аверроэса), что теория эпициклов не соответствует действительности, поскольку существование эпициклов и эксцентрических деферентов противоречит физике Аристотеля, согласно которой единственным центром вращения небесных светил может быть только центр мира, совпадающий с центром Земли (так называемый «Андалусийский бунт»). Разработал модель движения планет, являющуюся разновидностью теории гомоцентрических сфер. Трактат ал-Битруджи Книга об астрономии (Китаб фи-л-хай’а) с изложением этой модели была переведена на латынь (Майкл Скот, 1217 г., Толедо) и получила широкую известность среди европейских учёных. Однако теория ал-Битруджи находилась в полном разрыве с наблюдениями и не смогла стать основой астрономии.
Существенным новшеством теории ал-Битруджи было объяснение причины движения планет. Если большинство учёных того времени были уверены, что планеты движутся под действием духовных бестелесных двигателей («интеллигенций», или ангелов), то ал-Битруджи дал механическое объяснение: высшая небесная сфера получает от Перводвигателя движущую силу (импетус) и передаёт её низшим сферам (к которым прикреплены планеты); по мере продвижения к Земле эта сила ослабевает. В качестве аналогии ал-Битруджи приводил падение брошенного камня. Впрочем, даже его теория не была последовательно механической. Ал-Битруджи всё же вынужден обращаться к представлению об одушевлённости сфер для объяснения неравномерности движения планет (в частности, попятных движений): каждая из сфер испытывает некое желание «подражать» движению сферы неподвижных звёзд, движимой непосредственно Перводвигателем. Это «подражание» и приводит к появлению неравномерности.
В честь Нур ад-Дина ал-Битруджи назван лунный кратер Аль-Битруджи.